# Cleveland (Georgia)
Cleveland è una città degli Stati Uniti d'America, situata in Georgia, nella Contea di White, della quale è il capoluogo.
A Cleveland, dove sono nati i Cabbage Patch Kids, sorge un parco a tema dedicato a queste bambole, chiamato Babyland General Hospital.